# Sub Urban
Sub Urban, bürgerlich Daniel Virgil Maisonneuve (* 22. Oktober 1999 in New Jersey) ist ein US-amerikanischer Singer-Songwriter, der durch die Singles Cradles und Isolate internationale Erfolge verzeichnen konnte.

## Leben
Maisonneuve wuchs im Bundesstaat New Jersey auf, verließ im Alter von 16 Jahren die Schule ohne Abschluss und zog später nach Los Angeles um. Die Single des Sängers, Cradles, wurde Anfang 2019 veröffentlicht und erreichte auf YouTube im Laufe der Zeit mehr als 600 Millionen Aufrufe. Des Weiteren konnte der Song über eine Milliarde Anwendungen von Nutzern der Plattform TikTok für deren Videos verbuchen. Bis dato stellte dies den zweithäufigsten Gebrauch dar. Infolgedessen unterzeichnete er einen Vertrag mit dem Musiklabel Warner Records. Im Dezember 2019 veranstaltete er in der Schubas Tavern in Chicago seine erste Live-Show.
Im März 2020 erreichte sein Song Cradles Platz 1 in den Billboard-Alternative-Charts sowie Platz 32 in den Canada Rock Charts. Cradles wurde in Kanada mit einer Platin-Schallplatte ausgezeichnet. Am 13. März 2020 erschien seine Debüt-EP Thrill Seeker.

## Diskografie

### Alben
- 2025: If Nevermore
- 2022: Hive

### EPs
- 2020: Thrill Seeker

### Singles
- 2017: Broken (mit DNMO)
- 2019: Cradles (UK: Gold, US: Platin)
- 2019: Isolate
- 2019: Sick Of You (mit DMNO)
- 2020: Freak (feat. Rei Ami)
- 2021: Patchwerk (mit Two Feet)
- 2021: Inferno (mit Bella Poarch, US: Gold)
- 2021: Paramour (feat. Aurora)
- 2022: Uh Oh! (feat. Benee)
- 2022: Candyman
- 2024: Skinny Loser
- 2024: See myself
- 2025: Make me forget
- 2025: Fingernails
- 2025: Mascara
- 2025: In Sunder

### Autorenbeteiligungen und Produktionen
| Jahr | Titel Interpretation       | Höchstplatzierung, Gesamtwochen, AuszeichnungChartplatzierungen (Jahr, Titel, Interpretation, Platzierungen, Wochen, Auszeichnungen, Anmerkungen) | Höchstplatzierung, Gesamtwochen, AuszeichnungChartplatzierungen (Jahr, Titel, Interpretation, Platzierungen, Wochen, Auszeichnungen, Anmerkungen) | Höchstplatzierung, Gesamtwochen, AuszeichnungChartplatzierungen (Jahr, Titel, Interpretation, Platzierungen, Wochen, Auszeichnungen, Anmerkungen) | Höchstplatzierung, Gesamtwochen, AuszeichnungChartplatzierungen (Jahr, Titel, Interpretation, Platzierungen, Wochen, Auszeichnungen, Anmerkungen) | Höchstplatzierung, Gesamtwochen, AuszeichnungChartplatzierungen (Jahr, Titel, Interpretation, Platzierungen, Wochen, Auszeichnungen, Anmerkungen) | Anmerkungen                             |
| Jahr | Titel Interpretation       | DE | AT | CH | UK | US | Anmerkungen                             |
| ---- | -------------------------- | --- | --- | --- | --- | --- | --------------------------------------- |
| 2020 | Problems Anne-Marie        | — | — | — | — | — | Erstveröffentlichung: 12. November 2020 |
| 2021 | Build a Bitch Bella Poarch | DE86 (1 Wo.)DE | AT60 (3 Wo.)AT | CH74 (5 Wo.)CH | UK30 (10 Wo.)UK | US58 Platin · (12 Wo.)US | Erstveröffentlichung: 14. Mai 2021      |

## Auszeichnungen für Musikverkäufe
| Goldene Schallplatte - Brasilien - 2021: für die Single Inferno - Italien - 2024: für die Single Cradles - Polen - 2023: für die Single Freak - Spanien - 2024: für die Single Cradles | Platin-Schallplatte - Brasilien - 2021: für die Single Freak - Kanada - 2020: für die Single Cradles |

Anmerkung: Auszeichnungen in Ländern aus den Charttabellen bzw. Chartboxen sind in ebendiesen zu finden.
| Land/RegionAuszeichnungen für Musikverkäufe (Land/Region, Auszeichnungen, Verkäufe, Quellen) | Gold     | Platin     | Verkäufe  | Quellen             |
| -------------------------------------------------------------------------------------------- | -------- | ---------- | --------- | ------------------- |
| Brasilien (PMB)                                                                              | Gold1    | Platin1    | 60.000    | pro-musicabr.org.br |
| Italien (FIMI)                                                                               | Gold1    | —          | 50.000    | fimi.it             |
| Kanada (MC)                                                                                  | —        | Platin1    | 80.000    | musiccanada.com     |
| Polen (ZPAV)                                                                                 | Gold1    | —          | 25.000    | olis.pl             |
| Spanien (Promusicae)                                                                         | Gold1    | —          | 30.000    | elportaldemusica.es |
| Vereinigte Staaten (RIAA)                                                                    | Gold1    | 2× Platin2 | 2.500.000 | riaa.com            |
| Vereinigtes Königreich (BPI)                                                                 | Gold1    | —          | 400.000   | bpi.co.uk           |
| Insgesamt                                                                                    | 6× Gold6 | 4× Platin4 |           |                     |